# 무역어음
무역어음(貿易 - )은 수출입 거래의 결제를 위해서 발행되는 환어음을 가리키는 단어이다. 원래는 수출입에 수반하여 발행된 어음을 의미했다. 따라서, 수출국에서 보면 수출어음, 수입국에서 보면 수입어음이 된다. 수출업자에 대해서는 수출품의 생산, 집하에 필요한 자금의 조달, 또 수입업자에 대해서는 수입어음의 결제자금을 공급할 목적을 지닌 어음이 이것에 해당한다.